# Karabiner

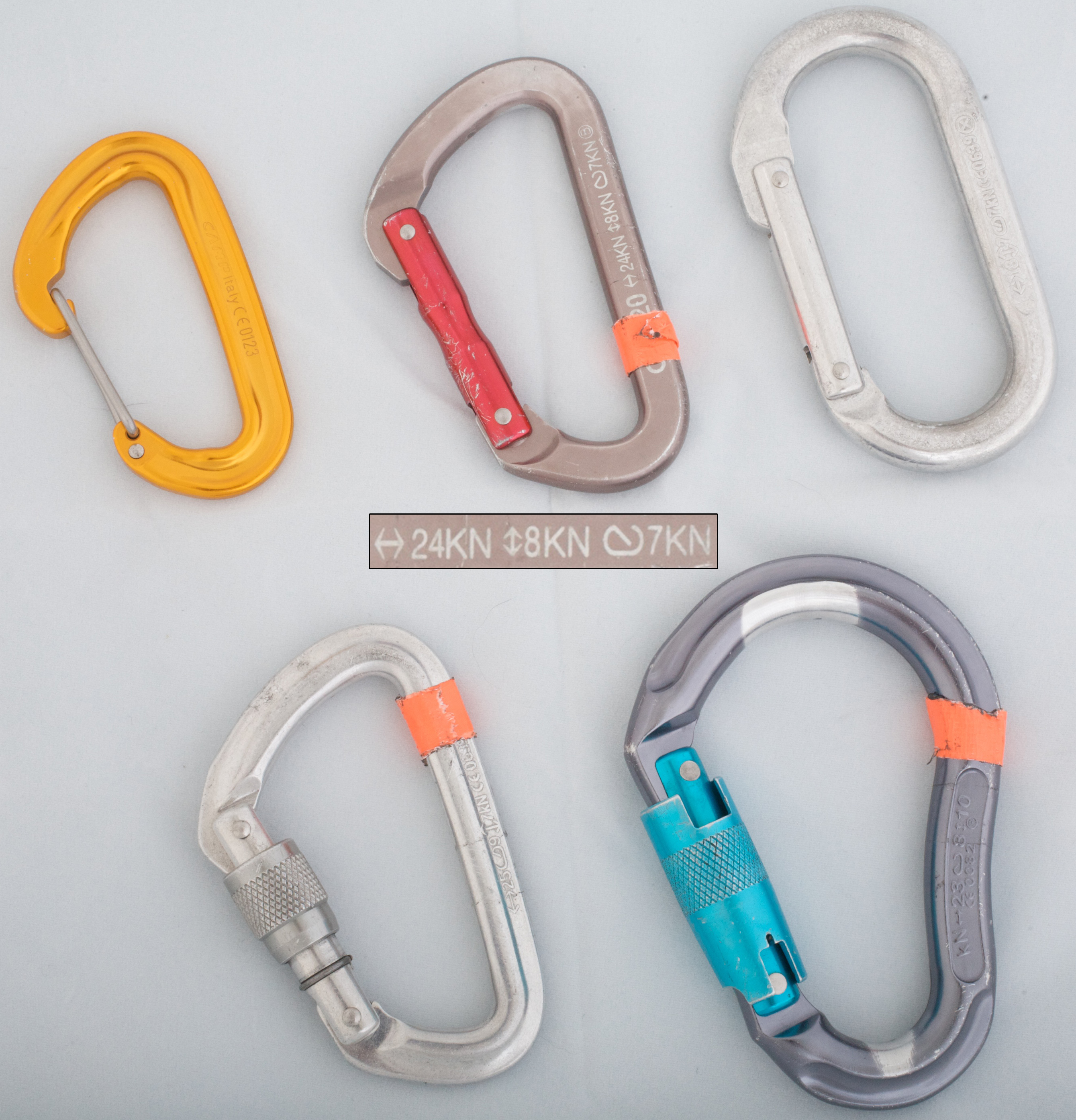
Különböző kialakítású karabinerek

A karabiner egy fém kampó, amely egy rugós billentyű segítségével gyorsan és biztonságosan köt össze különböző elemeket.

## Használati területek
A karabinereket széles körben használják a kötél-intenzív tevékenységekhez, mint pl.a hegymászás, barlangászat, vitorlázás, köteles mentés, ipari köteles munka és ablaktisztítás. Van acél és alumínium változata. A sportban általában a kisebb súlyú elterjedt. A karabiner alakú kulcstartó is egyre népszerűbb. A kutyapórázt is karabinerrel rögzítik.